# W. W. Shols
W.W. Shols, eigentlich Winfried Scholz, (* 31. August 1925 in Bielefeld; † 8. Mai 1981 in Portugal) war ein deutscher Autor.

## Leben
Scholz besuchte die Mittel- und Aufbauschule und absolvierte das Kriegsabitur. 1942 wurde er zur Marine eingezogen. Nach der Rückkehr aus der Kriegsgefangenschaft war er aktives Mitglied des Science Fiction Club Deutschland e. V. (SFCD) und verfasste Science-Fiction-Romane für verschiedene Leihbuchverlage sowie Krimis für den Erich Pabel Verlag.
Für die deutsche Science-Fiction-Serie Perry Rhodan schrieb er vier Heftromane. Durch seine Tätigkeit in der Bielefelder Großdruckerei Gundlach im Jahr 1961 hatte er Einblick in ein japanisches Telefonbuch, was ihn in die Lage versetzte, K. H. Scheer eine Liste mit den Namen tatsächlich existierender Personen zu senden, die in der Folge als Mitglieder des Mutantenkorps Literaturgeschichte machten.
Aufgrund seiner beruflichen Lage konnte er für die Perry-Rhodan-Serie keine weiteren Romane schreiben, blieb aber immer in Kontakt mit dem Perry-Rhodan-Team und der Fandomgemeinde. Während eines Urlaubs in Portugal verstarb W. W. Shols für alle überraschend.
Weitere Pseudonyme:
- Bert F. Island (Verlagspseudonym)
- W. Brown (Verlagspseudonym)
- Winston Brown
- Munro R. Upton (Kollektivpseudonym)

## Bibliografie
Die Serien sind nach dem Erscheinungsjahr des ersten Teils geordnet.
Utopia Zukunftsroman (Romanheftserie)
- 139 Tödlicher Staub, Pabel, Rastatt 1958, DNB 455197385.
- 175 Die Zeitpatrouille, Pabel, Rastatt 1959, DNB 453682898.
- 208 Rebell des Weltraums, Pabel, Rastatt 1960, DNB 453683266.
- 289 Das Raumschiff der Unheimlichen, Pabel, Rastatt 1961, DNB 455198039.
- 406 Station des Schreckens, Pabel, Rastatt 1964, DNB 455199345 (Mark Powers)
- 418 Die gestohlene Erfindung, Pabel, Rastatt 1965, DNB 455199485. (Mark Powers)
- 441 Das trojanische Pferd, Pabel, Rastatt 1965, DNB 455199744.
- 457 Ballett der Roboter, Pabel, Rastatt 1965, DNB 455199914.
- 462 Überfall auf Ceres, Pabel, Rastatt 1965, DNB 455199965.
- 467 Die Hölle begann auf Campor, Pabel, Rastatt 1965.
- 475 Die Schlacht der Automaten, Pabel, Rastatt 1966.
- 493 Planet im Niemandsland, Pabel, Rastatt 1966, DNB 458495883.
- 528 Drei Sonnen für Terra, Pabel, Rastatt 1967, DNB 458496251.
- 546 Schiffbruch bei Delta Capricorni, Pabel, Rastatt 1967, DNB 458496448.

Perry Rhodan (Romanheftserie)
- 6 Das Mutanten-Korps, Heinrich Bauer Verlag, Hamburg 1961, DNB 454011105.
- 9 Hilfe für die Erde, Heinrich Bauer Verlag, Hamburg 1961, DNB 454011148.
- 23 Geheimschaltung X, Moewig, München 1962, DNB 364629657.
- 31 Der Kaiser von New York, Heinrich Bauer Verlag, Hamburg 1962, DNB 454011385.

Mark Powers (Romanheftserie)
- 8 Mord ohne Waffe, Pabel, Rastatt 1962, DNB 453830064.
- 28 Sieben kamen von I-Ola-Kar, Pabel, Rastatt 1963, DNB 453830250.
- 38 Postlagernd Hesperos City 3000, Pabel, Rastatt 1964, DNB 453830366.
- 48 Hilferuf von Kanopus, Pabel, Rastatt 1964, DNB 453830455.

Einzelromane (Leihbuchverlage)
- Die Falle der Raumpiraten, Bewin, Menden ca. 1955, DNB 770201083.
- Die Welt in der Kugel, Bewin, Menden ca. 1955, DNB 770201059.
- Die fressende Sonne, Bewin, Menden ca. 1955, DNB 770201040.
- Warnung aus dem Hyperraum, Bewin, Menden ca. 1955, DNB 770201105.
- Teleporter Cichen Henry, Bewin, Menden ca. 1955, DNB 770514154.
- Ballett der Roboter, Bewin, Menden ca. 1955, DNB 770201067.
- Der Hexer vom Mars, Bewin, Menden ca. 1955, DNB 770201032.
- Der Zeitsünder, Bewin, Menden ca. 1955, DNB 770201091.
- Die neue Erde, Bewin, Menden 1958, DNB 770093159. (als William Brown)
- Seine Heimat war der Mars, Bewin, Menden 1959, DNB 770701663. (auch als Er kam vom Mars, Moewig, München 1959, DNB 455017220 (Terra #80))
- Rebell des Weltraums, Dörner, Düsseldorf 1959, DNB 770135242. (Der Prokaskische Krieg #1)
- Der große Zeitsprung, Dörner, Düsseldorf 1959, DNB 770133827. (Der Prokaskische Krieg #2)
- Invasion aus der Tiefe, Bewin, Menden 1960, DNB 770102050.
- Gefangen auf Kallisto, Hallberg, 1960, DNB 131778619X.
- Stern der Verlorenen, Bewin, Menden ca. 1960, DNB 770098967.
- Der Mann aus dem Jenseits, Bewin, Menden ca. 1960, DNB 770098886.
- Sabotage im Venuswerk, Bewin, Menden ca. 1960, DNB 770109926.
- Experiment mit der Ewigkeit, Bewin, Menden ca. 1960, DNB 770701671. (Der Prokaskische Krieg #3)
- Visum für Jupiter : Uto-Spion, Bewin, Menden ca. 1960, DNB 770702503.
- Das Neun-Planeten-Spiel, Bewin, Menden ca. 1960, DNB 770102255.
- Drei Sonnen für Terra, Bewin, Menden ca. 1960, DNB 770701698.
- Flucht auf den Satelliten, Bewin, Menden ca. 1960, DNB 770102174.
- Die Hölle begann auf Campor, Bewin, Menden ca. 1960, DNB 770102069.
- Es brennt auf dem Mond, Bewin, Menden ca. 1960, DNB 770701647.
- Schiffbruch bei Delta Capricorni, Bewin, Menden ca. 1960, DNB 770102085.
- Geheimakte Marsmond, Bewin, Menden ca. 1960, DNB 770701655.
- Agenten der Zwielichtzone, Bewin, Menden ca. 1960, DNB 770102190.
- Panther und Sternenstaub, Bewin, Menden ca. 1960, DNB 770102263.
- Treffpunkt Kalano, Bewin, Menden ca. 1960, DNB 770102638.
- Aufstand im Cygnus, Bewin, Menden ca. 1961, DNB 770701620.
- 2 × Weltgericht, Schälter, Hemer-Sundwig 1963, DNB 770133789.
- Titangeister, Bewin, Menden 1964, DNB 770102166.
- Mooreland vererbt einen Krater, Bewin, Menden 1964, DNB 770101968.
- Planet im Niemandsland, Bewin, Menden 1965, DNB 770236170.
- Die Schlacht der Automaten, Bewin, Menden 1965, DNB 770102646.
- Herrscher über hundert Welten, Bewin, Menden 1965, DNB 770102182.
- Dämmerung über Punkt Null, Bewin, Menden 1965, DNB 770098843.
- Condor jagt RVX–23, Bewin, Menden 1965, DNB 770102077.
- Das trojanische Pferd, Bewin, Menden ca. 1965, DNB 770235689.
- Der Kaiser von New York, Bewin, Menden ca. 1965, DNB 770117732.
- Duell der Mutanten, Bewin, Menden ca. 1965, DNB 770235697.
- Gericht auf Nomitor, Bewin, Menden 1966, DNB 770089038.

Ein Teil der als Leihbuch erschienenen Romane wurde in der Reihe Terra Utopische Romane bei Moewig zweitveröffentlicht, und zwar:
- 080 Er kam vom Mars (1959)
- 255 Aufstand im Cygnus (1962)
- 266 Der große Zeitsprung (1963)
- 272 Experiment mit der Ewigkeit (1963)
- 276 Warnung aus dem Hyperraum (1963)
- 337 2 × Weltgericht (1964)
- 461 Herrscher über 100 Welten (1966)